# Донская лоза
Донская лоза — ежегодный эногастрономический фестиваль, проходящий в хуторе Пухляковский Усть-Донецкого района Ростовской области.

## Фестиваль
Ежегодно в последнюю субботу сентября при поддержке Правительства Ростовской области и Администрации Усть-Донецкого района, в Пухляковском проводится винный фестиваль, в котором принимают участие виноградарские и винодельческие хозяйства Ростовской области. Ранее проводился в августе, октябре и другие дни сентября. Время проведения: с 11-00 до 16-00.
Культурная часть фестиваля проходит на сцене, где выступают самодеятельные народные коллективы Ростовской области. На одной из площадок (рядом с главной сценой) располагаются представители предприятий — производителей винной продукции, а также частные предприниматели, занимающиеся микровиноделием. На другой площадке располагаются также представители предприятий и частные лица, занимающиеся выращиванием винограда. Между площадками находятся палатки и места с другой продукцией, смежной с тематикой фестиваля — продажа саженцев, мёда, фруктов, а также продукции художественного народного промысла и рукоделия.
Гости фестиваля прибывают не только из Ростовской, а также близлежащих областей: Белгородской, Воронежской, Волгоградской. Некоторые туристические компании организовывают сюда однодневные туры.
Из инфраструктуры имеется площадка для транспорта, биотуалеты. Недостатком является парковка автомобилей на подъезде к главному месту фестиваля, так как транспортная площадь не уместит всех приезжающих. Также неудобным является отсутствие кафе, что, отчасти объясняется недолгим временем проведения праздника, и неустроенность набережной Дона. Позитивным фактом является отсутствие продаж фабричных игрушек и ширпортеба, возможность приобрести качественное, вкусное донское вино, познакомиться с традициями и культурой донских казаков.

## Фотогалерея

На фестивале 2015 года
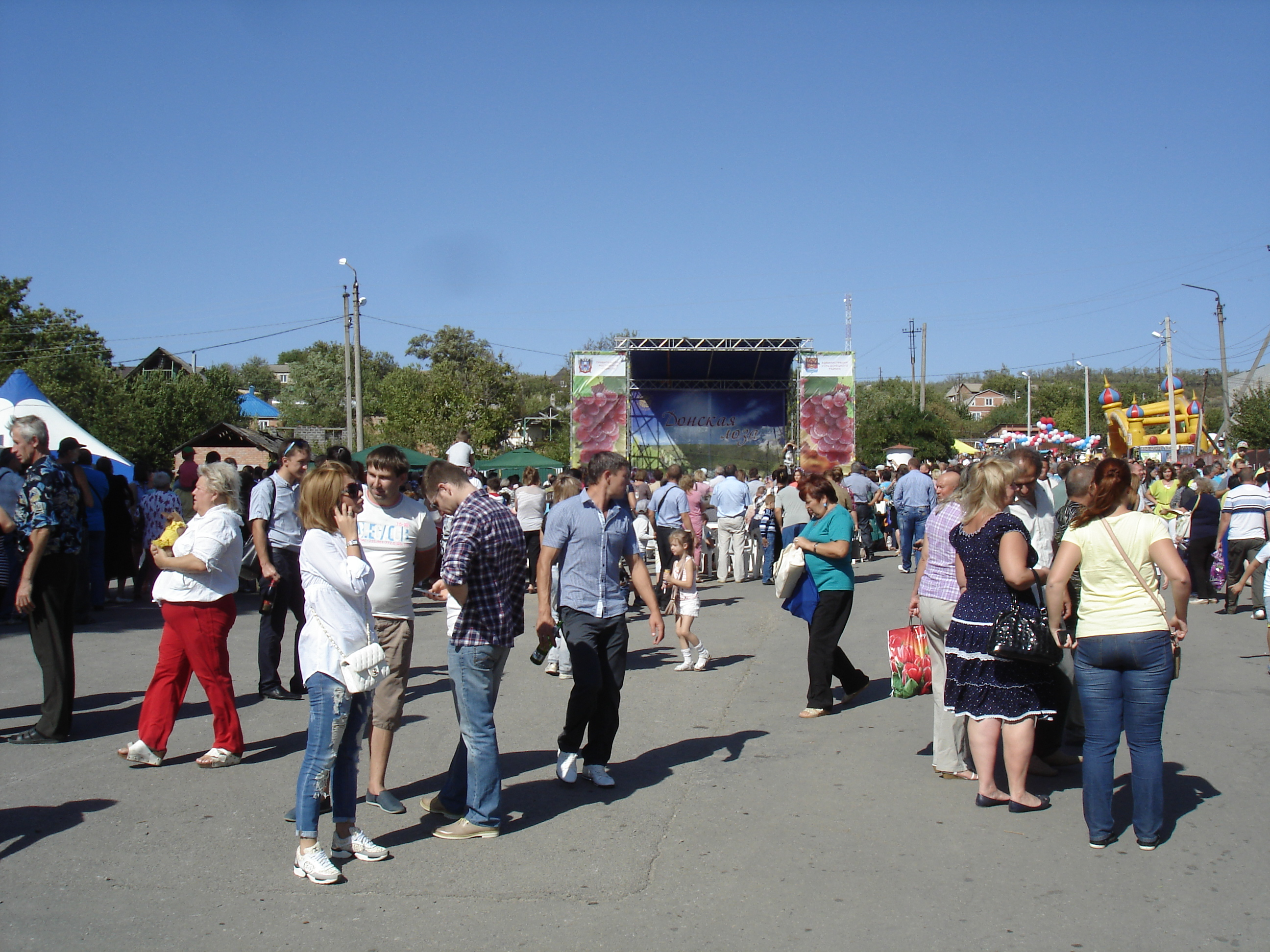
Главная площадь
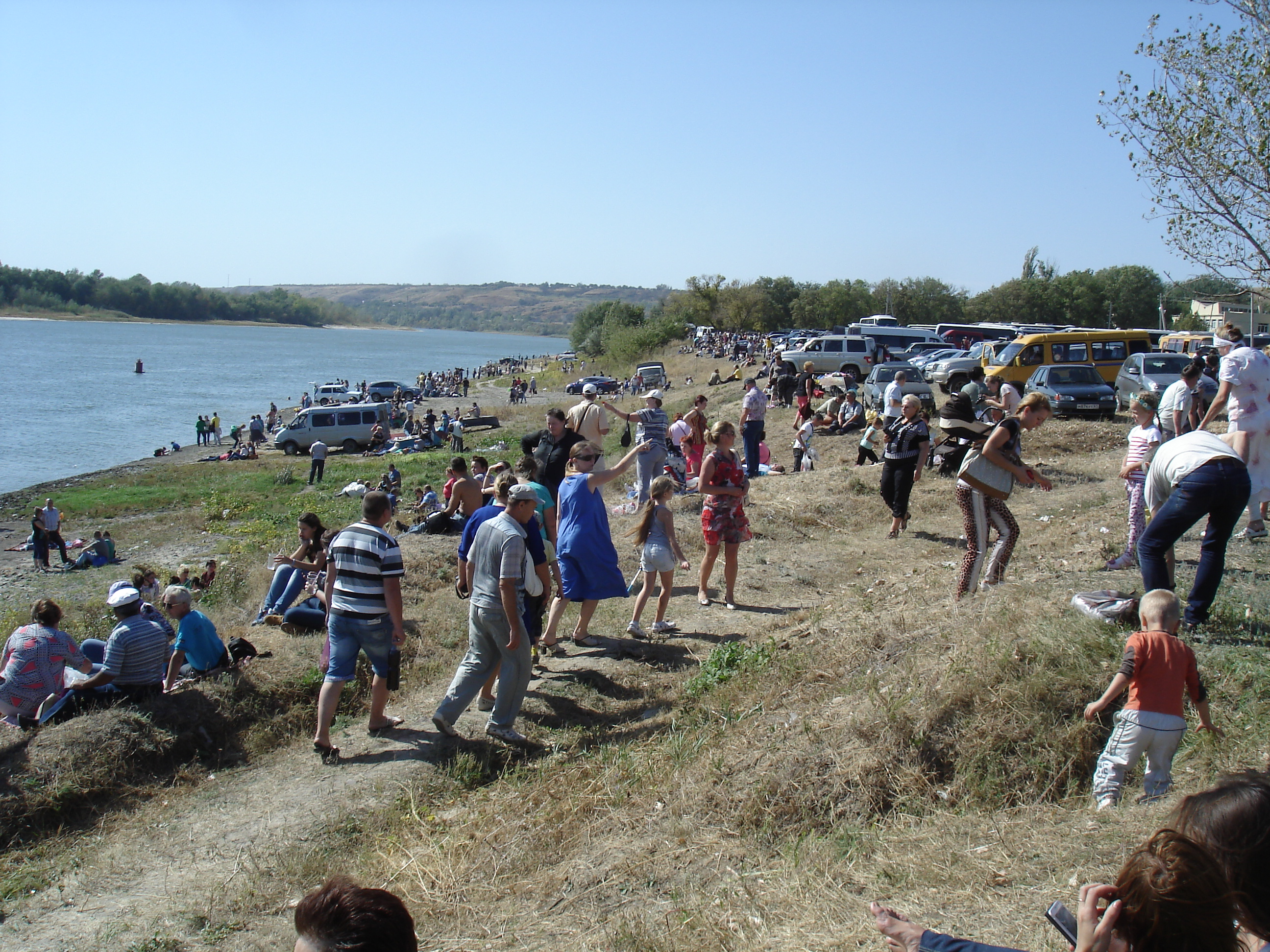
Набережная
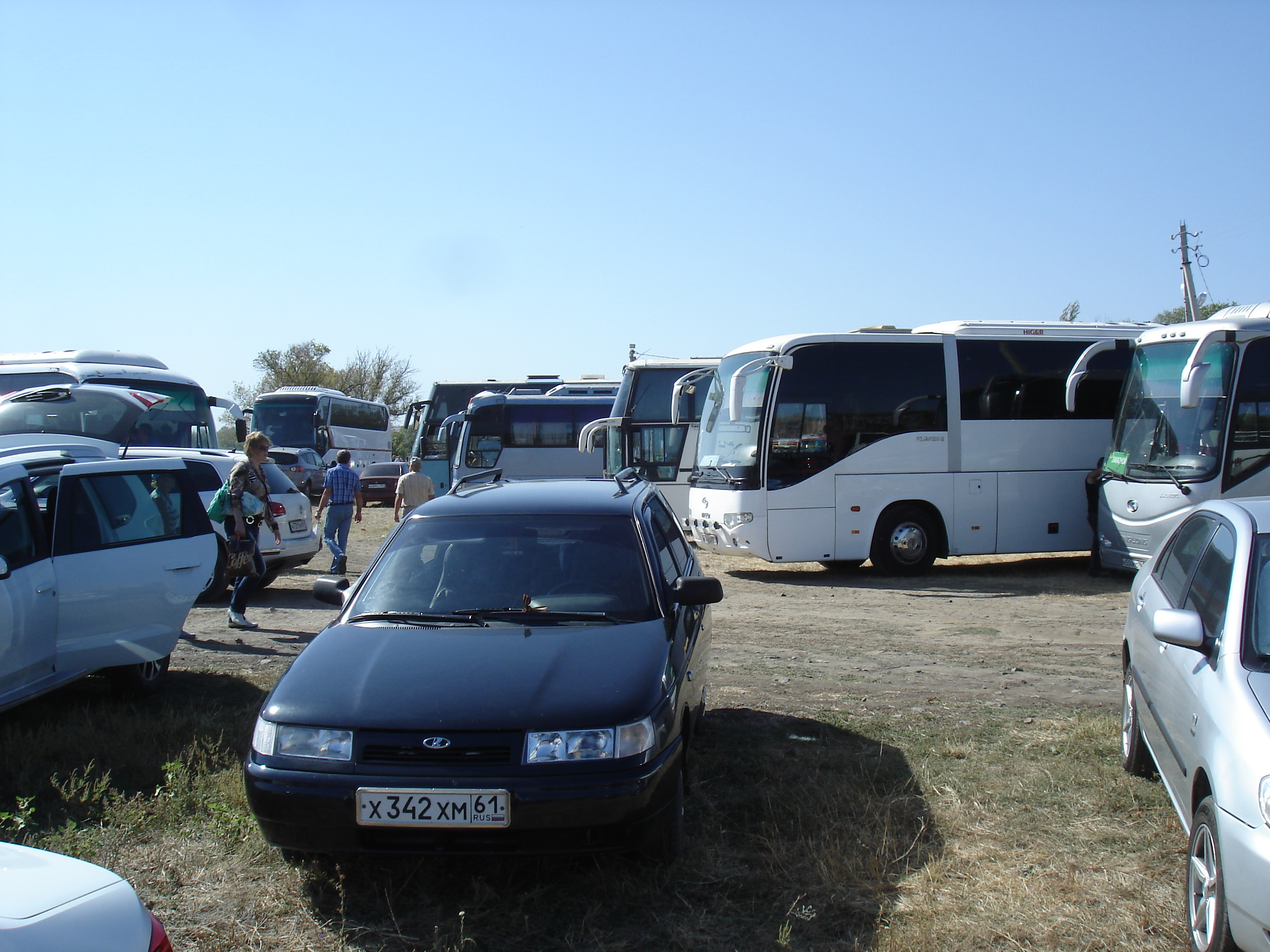
Парковочная площадка
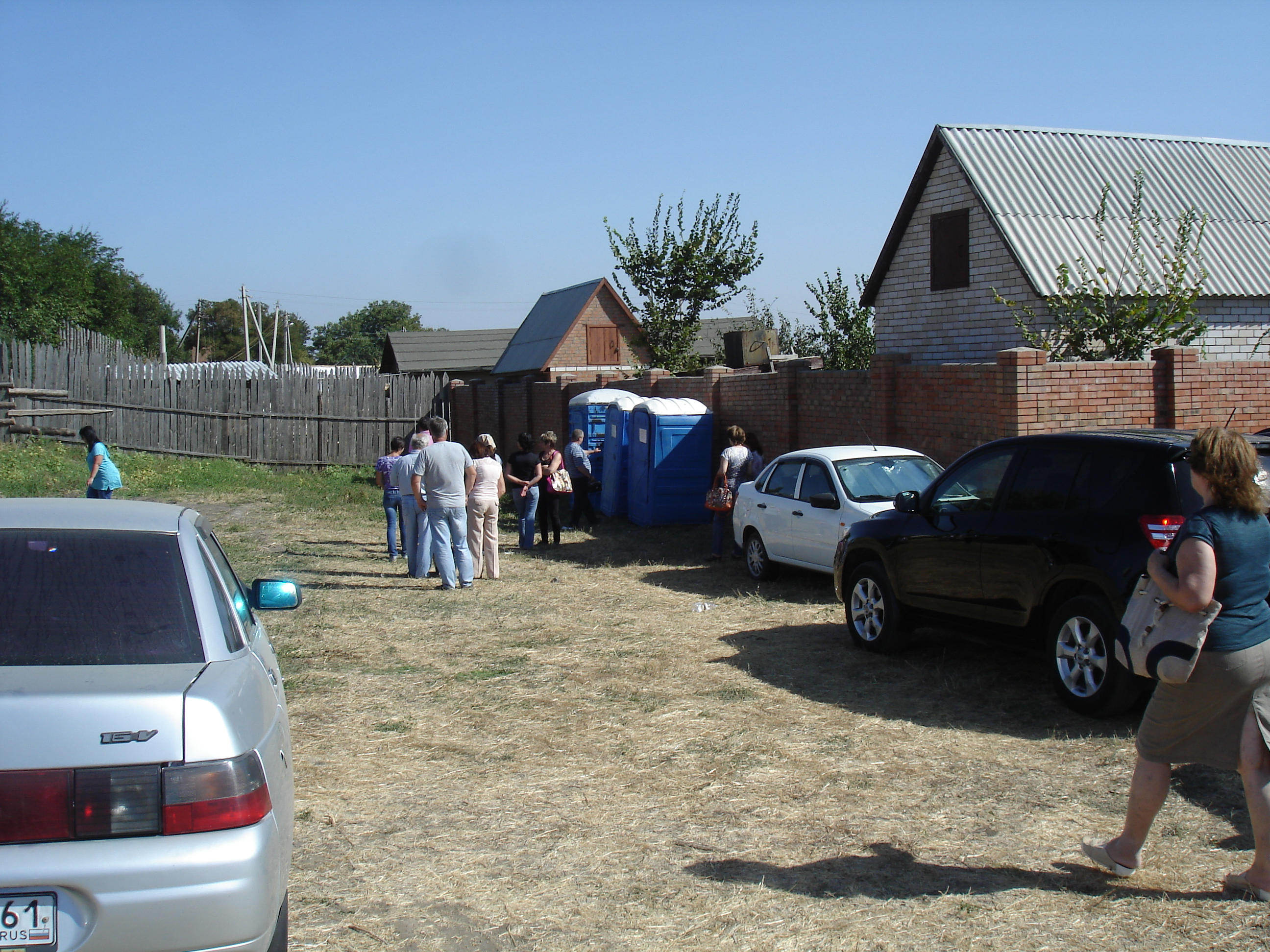
Биотуалеты
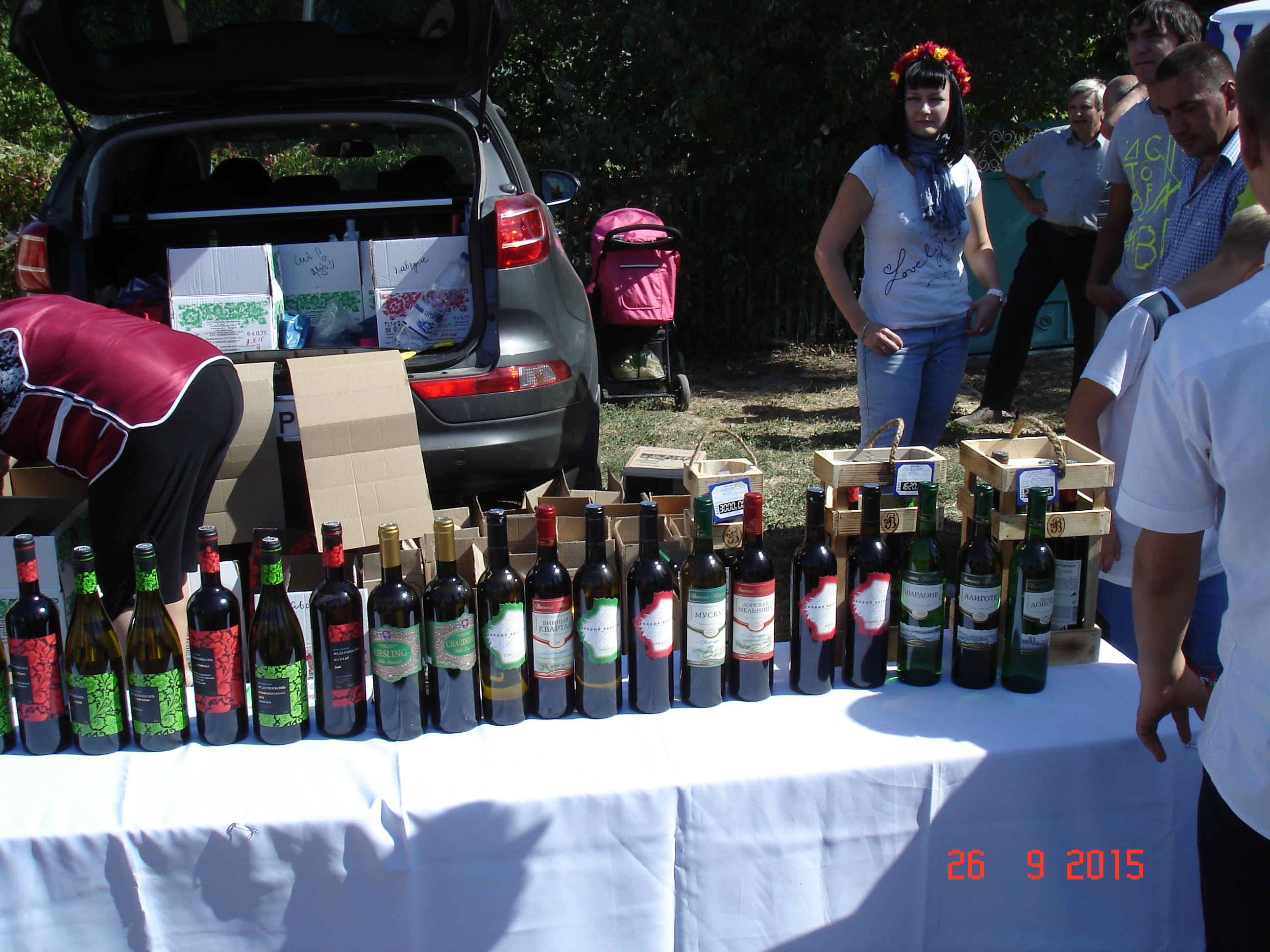
Промышленное виноделие
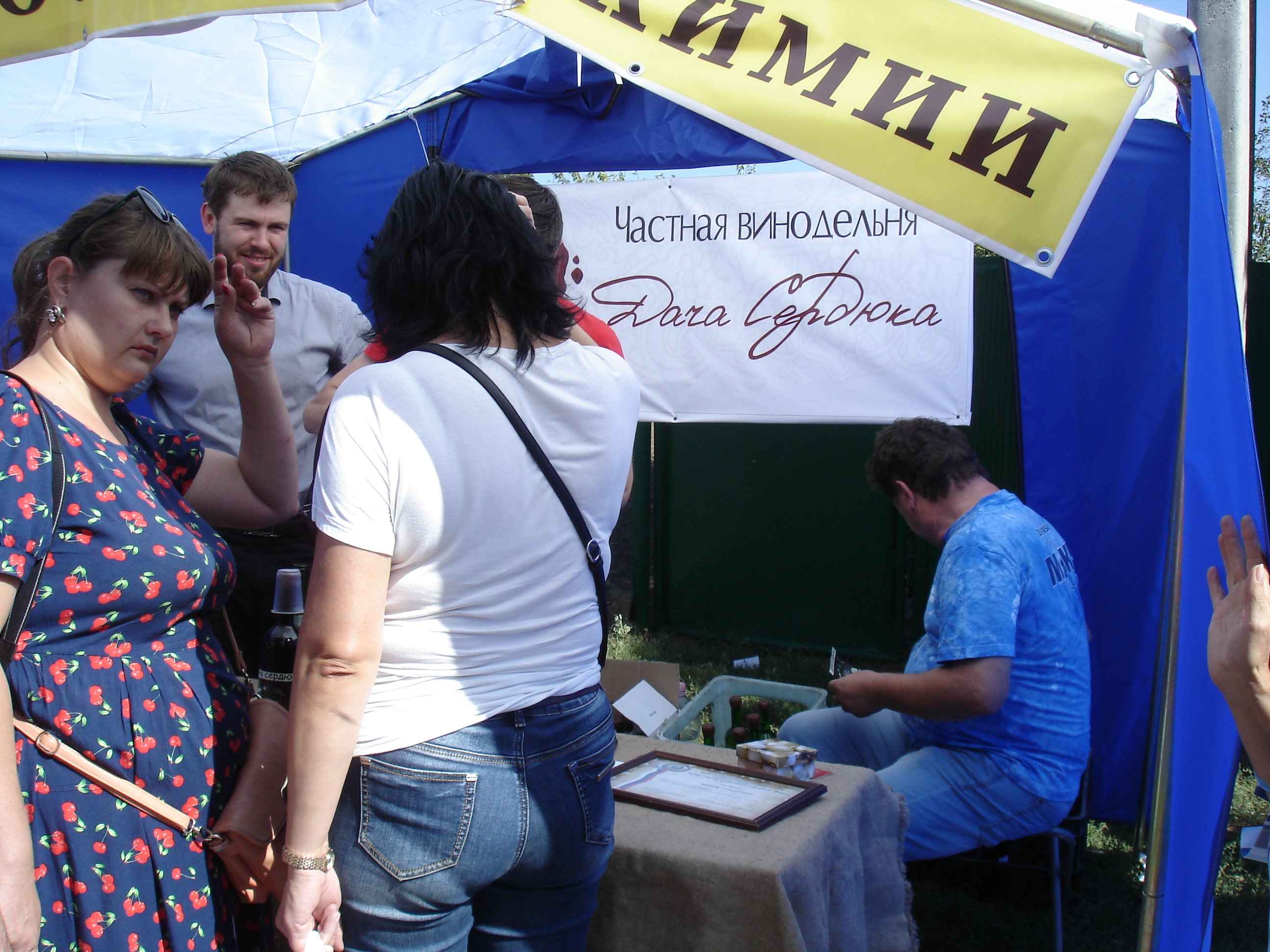
Микровиноделие
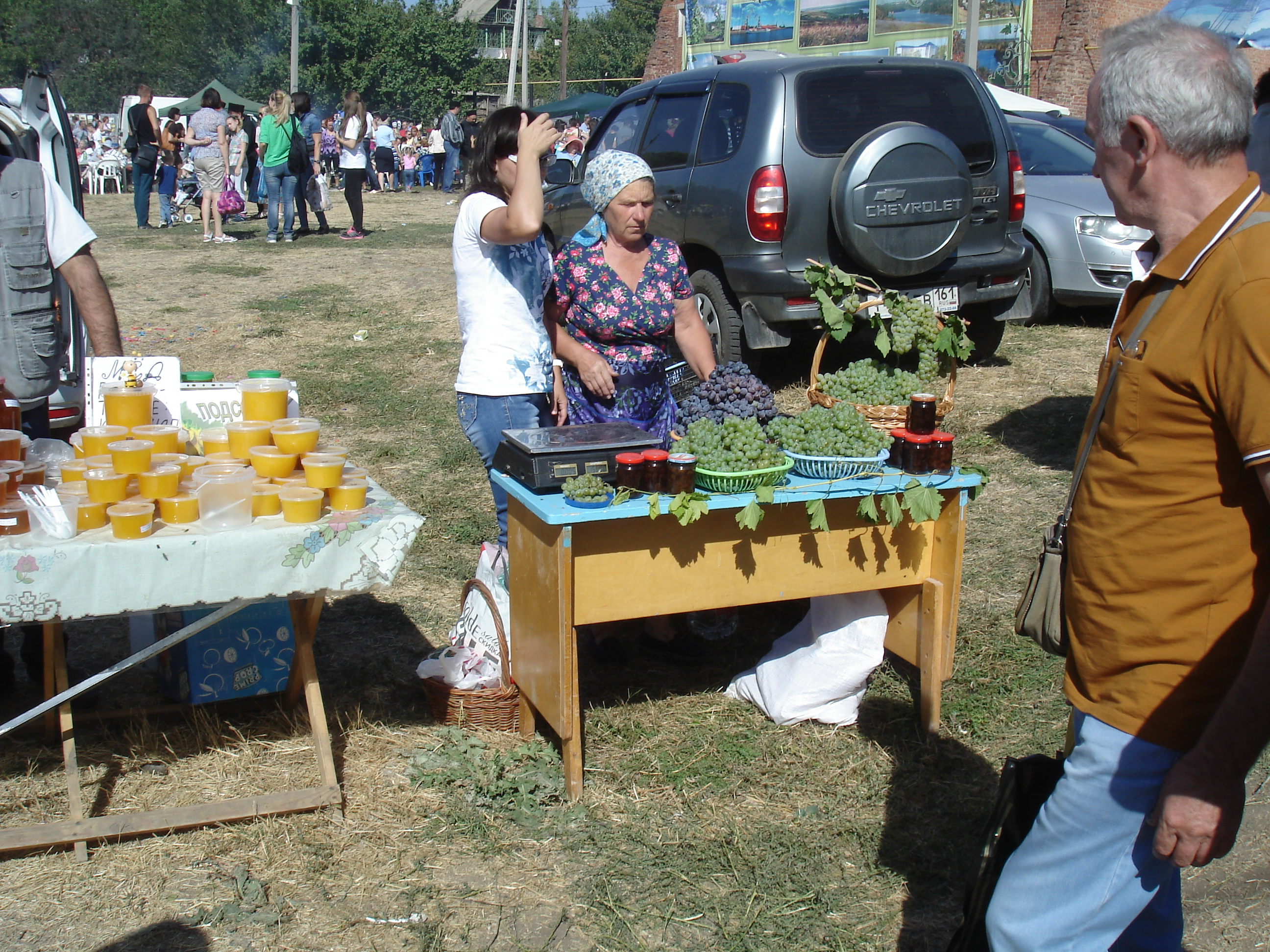
Виноград
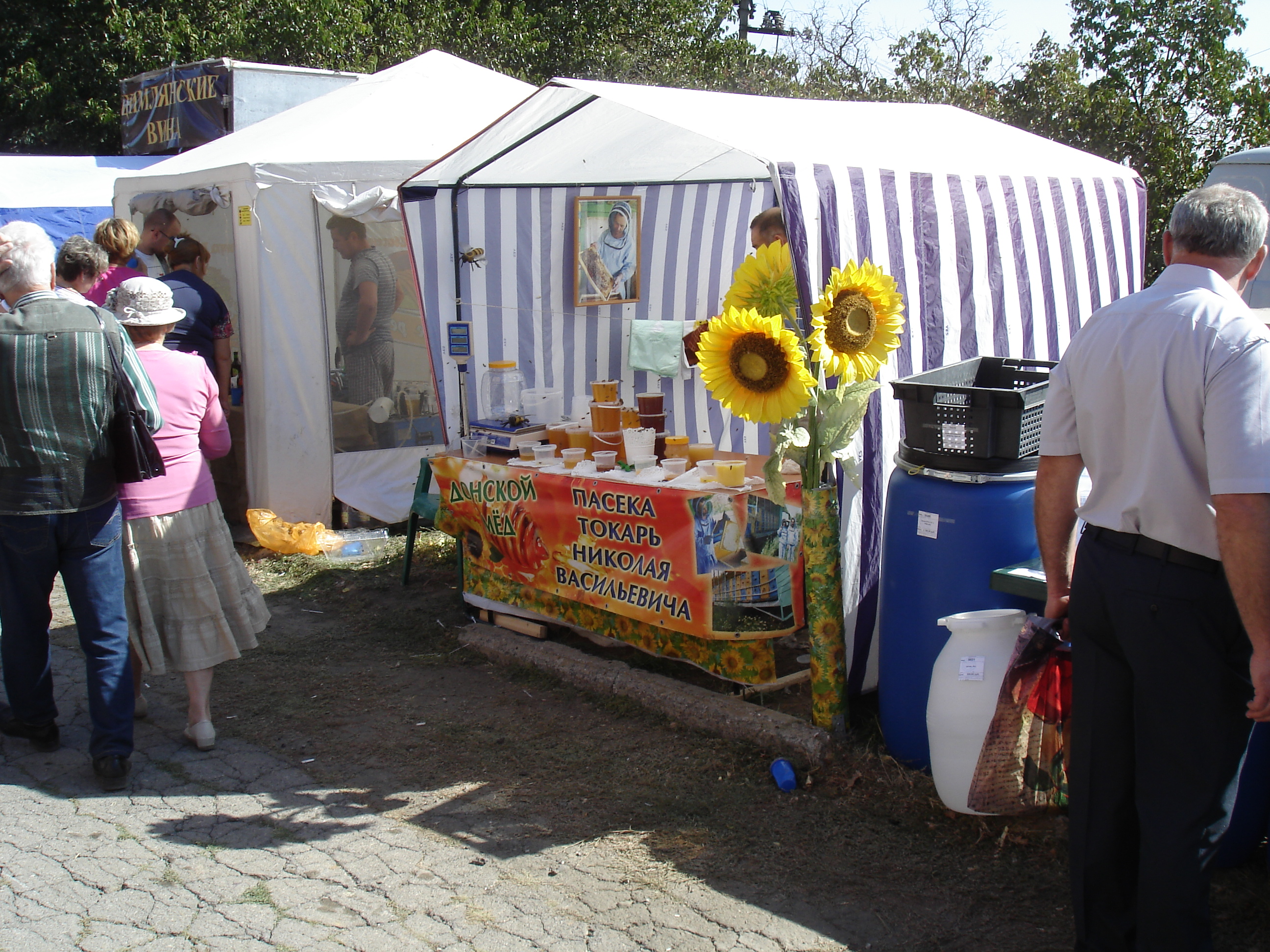
Мёд